# ドラマ (ギリシャ)

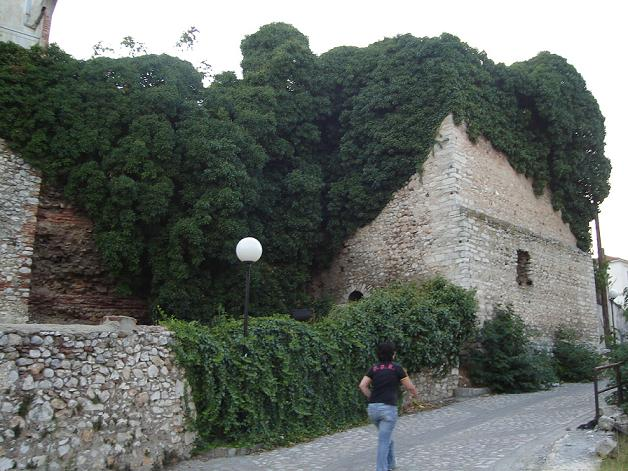
ビザンチン時代の壁の一部

ドラマ（Δράμα / Drama）はギリシャ・東マケドニア・トラキア地方の都市で、ドラマ県の県都。この地方の経済的中心である。
ファラクロ山の麓に位置し、緑深く水源も多いため、古代ギリシャ文化が栄えていた。城壁に囲まれた城塞都市であり、コムネノス王朝時代に商業と軍事で栄えた。
現代ではタバコ生産、カヴァラ港とつながる鉄道・道路網の整備で繁栄した。
2011年の行政改革で、旧ドラマ市（ホリスティ（Choristi、Χωριστή）含む）とシディロネロ（Sidironero、Σιδηρόνερο）が合併し、現在のドラマ市となった。

## 名称
考古学的実証からこの地域はもともと、ドゥラマ（Dyrama、Δύραμα）、イドラマ（Hydrama 、Ύδραμα）と呼ばれ、「水の豊かな地」という意味だった。

## 姉妹都市
- クラグイェヴァツ、セルビア共和国
- ラウフ・アン・デア・ペグニッツ（ドイツ語版）、ドイツ連邦共和国